# Jerzy Grosicki
Jerzy Grosicki, także Jerzy Powała-Grosicki (ur. 24 lutego 1907 w Humaniu, zm. 28 lutego 1981 w Warszawie) – polski działacz partyjny i państwowy, ekonomista, wicewojewoda poznański (1945–1947), podsekretarz stanu w Ministerstwie Aprowizacji (1947–1948) oraz Ministerstwie Kultury i Sztuki (1948–1949).

## Życiorys
Syn Brunona (1883–1932). W latach 1925–1928 udzielał korepetycji i pracował dorywczo w Poznaniu. W 1929 był pracownikiem biurowym przy Powszechnej Wystawie Krajowej w Poznaniu. W okresie 1930–1931 prowadził księgi handlowe różnym firmom na terenie Poznania. Od 1 września 1931 do 31 maja 1933 był pracownikiem kontraktowym Izby Skarbowej w Poznaniu. W 1933 na Uniwersytecie Poznańskim uzyskał tytuł magistra nauk prawno-ekonomicznych. Następnie między 1 czerwcem 1933 a 31 grudniem 1935 pozostawał zastępcą naczelnika Urzędów Skarbowych w Gnieźnie i Jarocinie, a od 1936 do 1939 kierował drugim z nich.
Podczas okupacji niemieckiej, w okresie od 15 grudnia 1940 do 10 lutego 1945, pracował jako buchalter Centrali „Społem” w Krakowie, następnie od marca do maja 1945 był pełnomocnikiem Zarządu i kierownikiem działu organizacyjnego w Zarządzie Głównym „Społem” Warszawa–Łódź. W tym okresie przystąpił do Polskiej Partii Socjalistycznej.
Po wojnie, od 7 czerwca 1945 do 30 września 1947 zajmował stanowisko wicewojewody poznańskiego. Od 29 września 1947 do marca 1948 podsekretarz stanu w Ministerstwie Aprowizacji, a od 5 marca 1948 do kwietnia 1949 – w Ministerstwie Kultury i Sztuki. W grudniu 1948 przystąpił do Polskiej Zjednoczonej Partii Robotniczej. W okresie od 2 kwietnia 1954 do 24 stycznia 1955 pełnił obowiązki dyrektora Przedsiębiorstwa Budowy Huty Warszawa.
Był mężem Gabrieli z Zisarskych (1913–1990).
Zmarł w Warszawie, pochowany na cmentarzu Powązkowskim (kwatera B-6-16).

## Ordery i odznaczenia
- Krzyż Oficerski Orderu Odrodzenia Polski (20 listopada 1947)[7]
- Medal 10-lecia Polski Ludowej (13 stycznia 1955)[8]